# Phare de Punta Silla
Le phare de Punte Silla ou phare de San Vicente de la Barquera est un phare situé dans la ville de San Vicente de la Barquera, dans la province de Cantabrie en Espagne.
Il est géré par l'autorité portuaire de Santander.

## Histoire
Sa construction a été prévue dans le premier plan de signalisation maritime, sous le règne de la reine Isabelle II. Il est entré en service le 27 décembre 1871. Il est érigé sur le côté ouest de l'entrée du port.
Le bâtiment est constitué d'une tour carrée en maçonnerie, avec galerie et lanterne, attachée au côté nord d'une maison de gardiens d'un étage. Sa lumière a d'abord été alimentée au pétrole lampant et servait essentiellement aux pêcheurs et plaisanciers du port. Dans les années 1920, un nouveau système optique avec une portée de 16 milles nautiques (environ 25 km) est installé. Depuis, il utilise un système optique à panneaux rotatifs. Le feu à occultations émet un faisceau lumineux blanc, avec une fréquence de 2,5 secondes et une seconde d'occultation.
Depuis 1954, il possède aussi une corne de brume qui, lorsqu'elle est activée, émet la lettre V dans le code Morse (··· -) toutes les 30 secondes.
En 1977, le gardien de phare en résidence découvre la présence de 14 corps sur la plage, provenant du naufrage du bateau « Lasarte » qui s'était écrasé dans la côte de Prellezo.
En juin 2005, la ville de San Vicente de la Barquera a loué le phare pour une rénovation comme musée maritime. Le Museo Artesanal y Costumbrista del Mars s'est ouvert en été 2009.
Identifiant : ARLHS : SPA266 ; ES-01570 -Amirauté : D1574 - NGA : 2096.
|          |
| Le phare |

|                         |
| Les phares de Cantabrie |

### Lien connexe
- Liste des phares d'Espagne